# Chrysosoma cinctitarsis
Chrysosoma cinctitarsis är en tvåvingeart som först beskrevs av Meijere 1913.  Chrysosoma cinctitarsis ingår i släktet Chrysosoma och familjen styltflugor. Inga underarter finns listade i Catalogue of Life.